# Halimium antiatlanticum
Halimium antiatlanticum är en solvändeväxtart som beskrevs av René Charles Maire och Wilczek. Halimium antiatlanticum ingår i släktet Halimium och familjen solvändeväxter. Inga underarter finns listade i Catalogue of Life.